# Агипранд (Сполето)
Агипранд (Agiprand, Asprand; † сл. 744) е до 742 г. dux (херцог) на лангобардското Херцогство Киузи и от 742 до 744 г. херцог (dux) на лангобардското Херцогство Сполето.

## Биография
Той е племенник на крал Лиутпранд.
През 742 г. Агипранд е dux на Клузиум и екскортира папа Захарий от Интерамна (Терни), където папата води пеговори с крал Лиутпранд, до Рим и му предава градовете Америя (Амелия), Хорта (Орте), Полимартиум (Бомарцо) и Биеда (Блера).
През 742 г. Лиутпранд, подпомаган от херцога на Фриули Ратчис и брат му Айзтулф, успява да свали отново бунтуващият се dux Тразимунд II, изпраща го в манастир и поставя Агипранд за dux на Сполето.
След смъртта на Лиутпранд през януари 744 г., по времето на крал Хилдепранд, Тразимунд изгонва или убива Агипранд.